# Abdulah Čamo
Abdulah Čamo (Bileća, 1916. – Sarajevo, 3. svibnja 1943.), prvi domobranski muftija u NDH.   

## Životopis
Rođen je u Bileći. Završio je Šerijatsku sudačku školu i Višu islamsku šerijatsko-teološku školu. Nakon završetka škole 1941., vrača se u rodni kraj. Angažirao se u organizaciji ustaškog pokreta i vlasti NDH u svom kraju. Za rata bio je ustaški logornik za kotar Bileću. Dok je bio logornik u Trebinju, početkom listopada 1941. Ministarstvo narodne prosvjete NDH imenuje Mustafu Mehića za državnog vjeroučitelja u Trebinju. Čamo i Mehić su skrbili o muslimanskim izbjeglicama kojim je Trebinje bilo obasuto tih mjeseci. Hrvatske muslimanske izbjeglice bježale su ispred talijanskih, partizanskih i četničkih snaga. Prosinca 1941. Čamo imenovan je za domobranskog muftiju, prvog u NDH. Nosio je čin pukovnika. U ono vrijeme bilo je muslimana pripadnika legionarskih postrojbi u talijanskoj vojsci. Čamo ih je kao islamski dušobrižnik obišao 1942. godine. Obnašao je dužnost glavnog muftije u Zagrebu. Umro je od teške bolesti u sarajevskoj Državnoj bolnici proljeća 1943. godine. Dužnost je preuzeo Mustafa Mehić.
Surađivao u muslimanskim listovima i časopisima.